# Monocosmoecus vanderweelii
Monocosmoecus vanderweelii är en nattsländeart som beskrevs av Georg Ulmer 1906. Monocosmoecus vanderweelii ingår i släktet Monocosmoecus och familjen husmasknattsländor. Inga underarter finns listade i Catalogue of Life.